# حمله مغول به روس کی‌یف
حمله مغول به روس کی‌یف (انگلیسی: Mongol invasion of Kievan Rus') امپراتوری مغول در اواسط قرن سیزدهم به روس کی‌یف حمله کرد و آن را فتح کرد و شهرهای متعددی از جمله بزرگ‌ترین آنها مانند کی‌یف (ساکنان ۵۰۰۰۰ نفر) و چرنیهیف را ویران کرد. تنها شهرهای بزرگی که از نابودی در امان ماندند جمهوری نووگورود و پسکوف بودند که در شمال واقع شده‌اند.